# Lamidorcadion laosense
Lamidorcadion laosense là một loài bọ cánh cứng trong họ Cerambycidae.